# Ekmania barthii
Ekmania barthii is een zeekomkommer uit de familie Cucumariidae.
De wetenschappelijke naam van de soort werd in 1846 gepubliceerd door Franz Hermann Troschel.